# Shantelle Malawski
Shantelle Larissa Malawski (* 26. Januar 1986 in Toronto, Ontario), bekannt unter ihrem Ringnamen Taylor Wilde, ist kanadische Wrestlerin, die aktuell bei Impact Wrestling unter Vertrag steht.

## Karriere

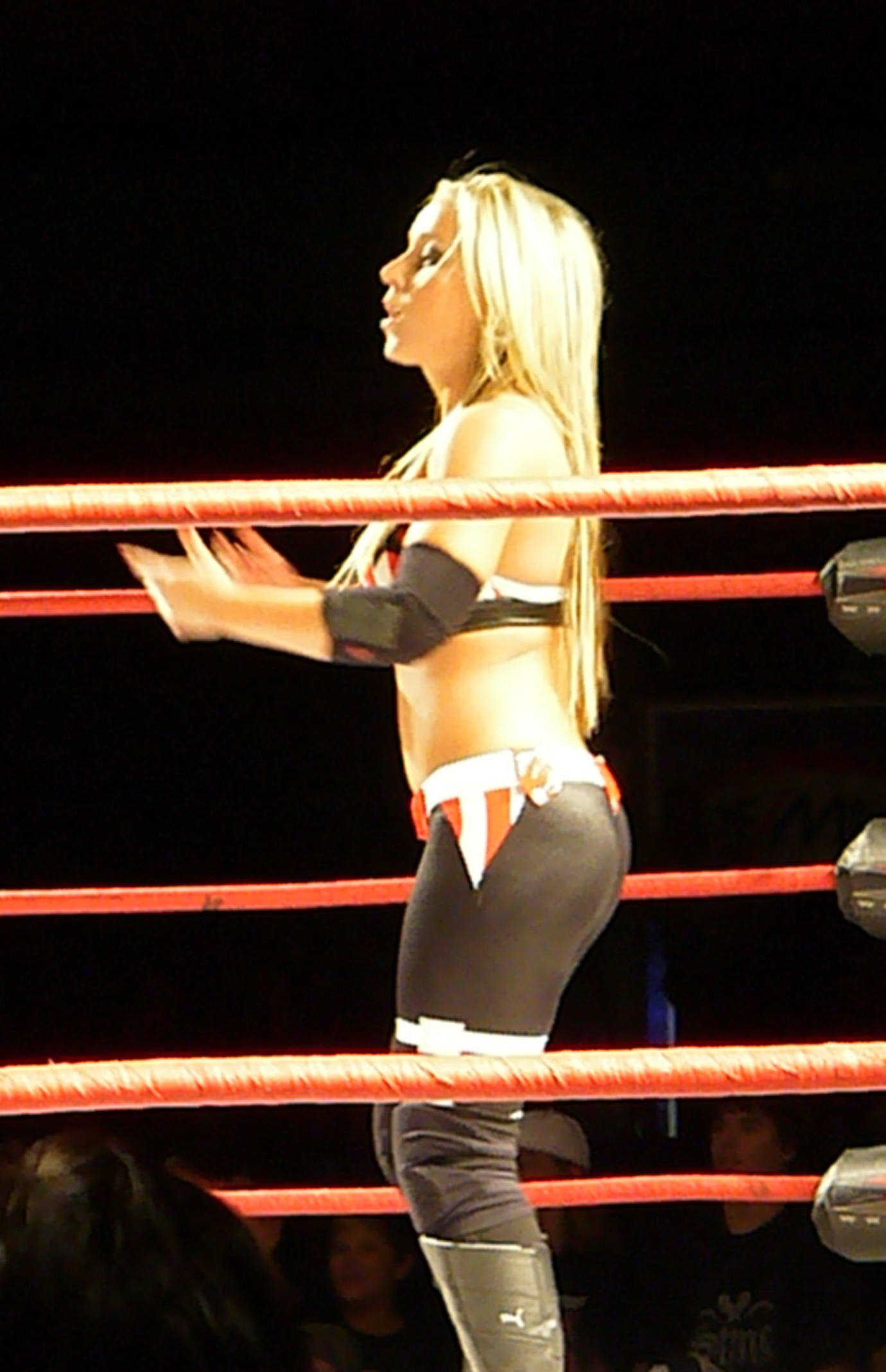
Taylor Wilde im Ring (2008)

### Anfänge
Malawski begann ihre Wrestlingkarriere im Juni 2003. 2004 war sie Teil einer Wrestlingdokumentation, Slam Bam, auf dem Discovery Channel.
2005 erhielt sie ihren ersten Titel bei ihrem damaligen Arbeitgeber New Vision Pro Wrestling. Sie ging außerdem nach Monterrey, Mexiko, um ihren Lucha-Libre-Stil zu verbessern. Zusammen mit Kevin Nash, Test und Scott Steiner nahm sie im Dezember 2005 an einer Tour mit drei Shows in Südafrika teil. Ebenfalls im Dezember wurde sie zu einer Probe nach Buffalo, New York, für World Wrestling Entertainment eingeladen.
Malawski arbeitete anschließend für verschiedene unabhängige Promotions.

### World Wrestling Entertainment
Im Mai 2006 unterschrieb Malawski einen Entwicklungsvertrag mit World Wrestling Entertainment und wurde in der Nachwuchsliga Deep South Wrestling eingesetzt. Im Januar 2007 trat sie bei einer Smackdown/ECW House Show als Sensai, ein maskierter japanischer Wrestler, auf und trat gegen Jamie Noble an. Im Juni kämpfte sie in weiteren Dark Matches vor den SmackDown!-TV-Aufzeichnungen, ebenfalls mit Maske.
Am 13. August 2007 wurde der Vertrag aufgelöst.

### Total Nonstop Action Wrestling
Im Mai 2008 unterschrieb Malawski einen Vertrag mit Total Nonstop Action Wrestling. In einem Dark Match vor den TV-Aufzeichnungen von TNA iMPACT! am 16. April 2008 verlor sie gegen Raisha Saeed.
Ab dem 29. Mai 2008 wurde sie schließlich in das Hauptprogramm eingeführt, indem sie in der Storyline die $ 25.000 Herausforderung von Awesome Kong annahm, jedoch zunächst unterliegen musste. Im Rückkampf erhielt sie nun als Taylor Wilde gegen Kong den TNA Women’s Knockout Championship. Nach 121 Tagen verlor sie am 23. Oktober 2008 bei TNA iMPACT! in Las Vegas ihren Titel wieder an Awesome Kong.
Vom 20. September 2009 bis zum 4. Januar 2010 hielt sie zusammen mit Sarita die TNA Knockout Tag Team Championship.
Nach einer Fehde mit ihrer ehemaligen Partnerin Sarita, erhielt sie Ende Juli mit Hamada eine neue Tag Team Partnerin. Sie durften in ihrem ersten Match zusammen die TNA Knockout Tag Team Championtitel von The Beautiful People (Lacey Von Erich und Velvet Sky) gewinnen. Am 6. Dezember 2010 musste sie den Titel aufgrund der Entlassung von Hamada abgeben. Kurz darauf wurde auch Malawski entlassen.
In einem Interview mit The Sun am 10. Januar 2011 gab sie ihr Karriereende bekannt, um sich zukünftig auf ein Psychologie-Studium zu konzentrieren. Am 5. Februar 2011 bestritt sie ihr letztes Match.

## Erfolge
- New Vision Pro Wrestling

- 1× NVPW Women’s Championship

- RingDivas Women’s Wrestling

- 1× RingDivas FightGirl World Championship

- Total Nonstop Action Wrestling

- 1× TNA Women’s Knockout Championship
- 2× TNA Knockout Tag Team Championship je 1 Mal mit Sarita und Hamada

- Women Superstars Uncensored

- 1× WSU Tag Team Championship (mit Amy Lee)